# Bustillo del Oro
Bustillo del Oro település Spanyolországban,  Zamora tartományban. Bustillo del Oro Belver de los Montes, Vezdemarbán, Abezames és Malva községekkel határos. Lakosainak száma 79 fő (2024).

## Népesség
A település népessége az utóbbi években az alábbiak szerint változott:
| Lakosok száma | 150  | 139  | 118  | 106  | 97   | 90   | 91   | 84   | 86   | 79   |
|               | 2001 | 2004 | 2007 | 2009 | 2012 | 2014 | 2017 | 2019 | 2022 | 2024 |